# Navan

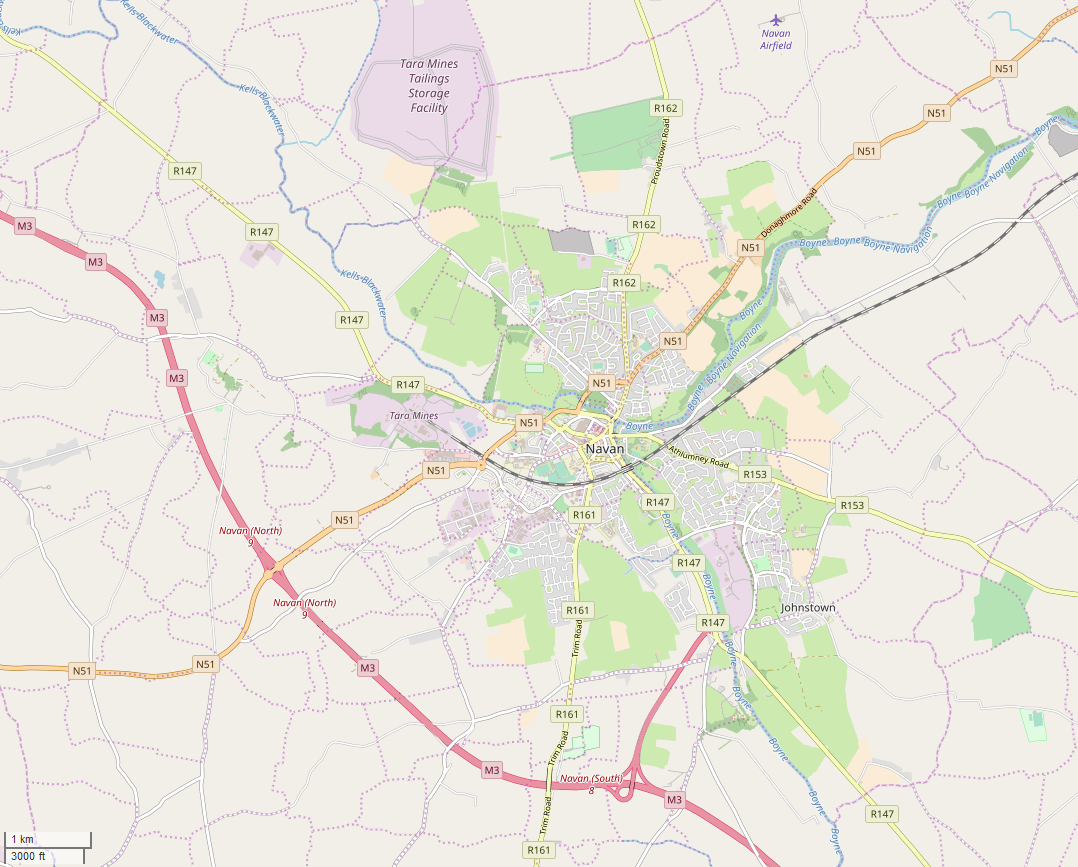
Kaart van Navan

Navan is een plaats in het Ierse graafschap Meath en de officiële hoofdstad van het graafschap. De plaats telt 30,173 inwoners.
De stad heet in het Iers An Uaimh, uit te spreken als: ənoewəv.
Francis Beaufort is hier geboren.
Pierce Brosnan groeide op in Navan.